# Parc Lumphini
Ne doit pas être confondu avec Parc Lumbini.
Le parc Lumphini (thaï : สวนลุมพินี ; API : [sǔan lūm.pʰī.nīː]) est un parc public de 57,6 hectares (360 rai) situé dans le khet Pathum Wan, khwaeng de Lumphini, à Bangkok en Thaïlande.
Le parc Lumphini est relié au parc Benjakitti par le "Green Bridge", une passerelle surélevée pour les piétons et cyclistes longue de 1,6 km,,.

## Histoire
Lumpini Park a été créé en 1925 par le roi Rama VI sur une propriété royale. Une statue du roi Rama VI se trouve au sud-ouest de l'entrée du parc.
Son nom vient de Lumbini, lieu de naissance du Bouddha dans le Népal.
Au moment de sa création, ce parc était situé à la périphérie de la ville et, aujourd'hui, il se trouve au cœur du principal quartier des affaires au milieu des gratte-ciel..

## Description
Ce parc comprend des arbres, des terrains de jeux et un lac artificiel. Les varans sont omniprésents (on peut en compter parfois jusqu'à près de 400,) et il y aussi de nombreux oiseaux. On trouve également un grand nombre de chats.
Les visiteurs peuvent louer des bateaux et des pédalos-cygnes. Les chemins autour du parc font 2,5km. Officiellement le vélo n'est autorisé que pendant la journée, de 5h à 15h. Il est interdit de fumer et les chiens ne sont pas autorisés.

## Galerie de photographies

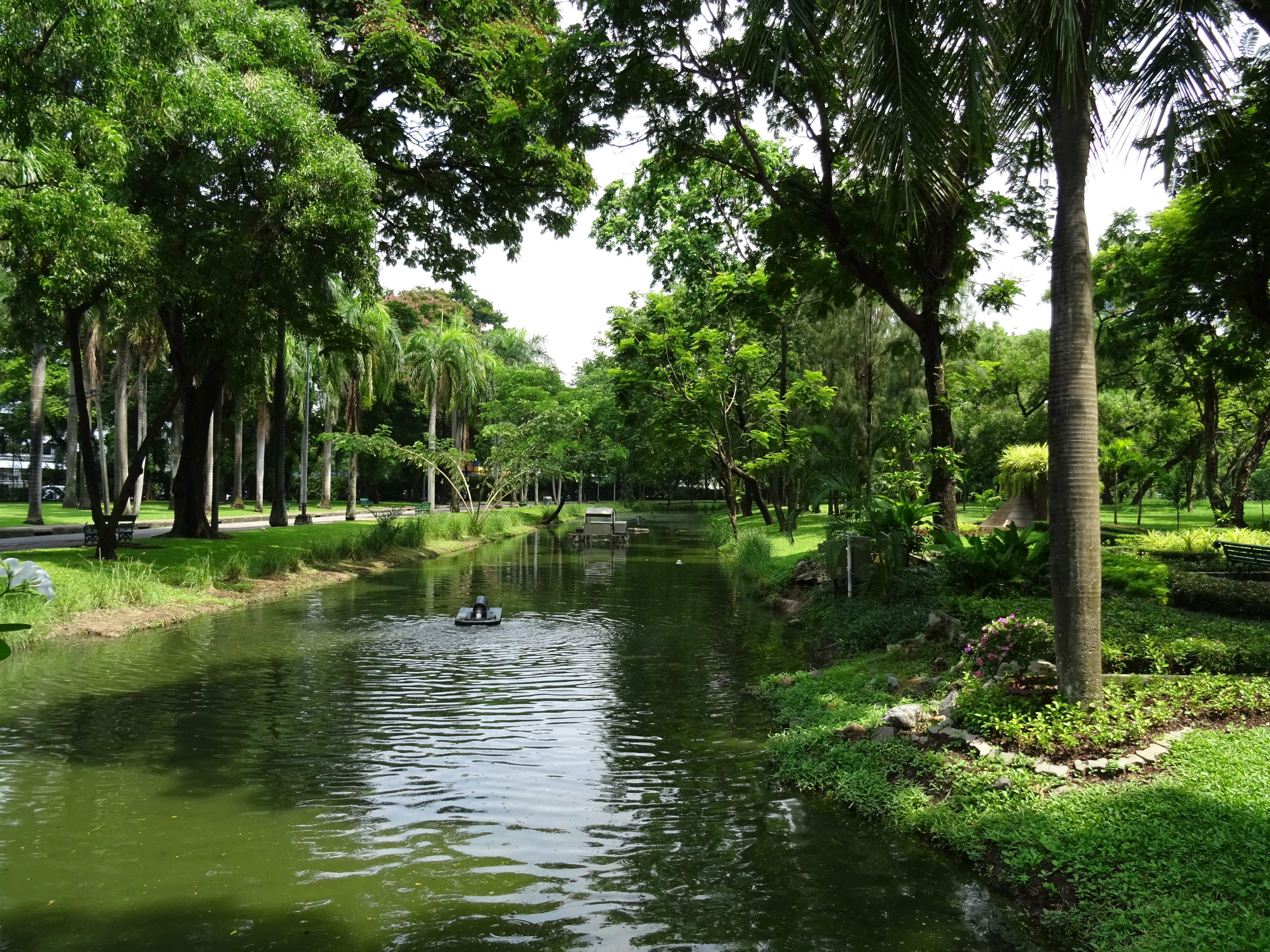
Le jour
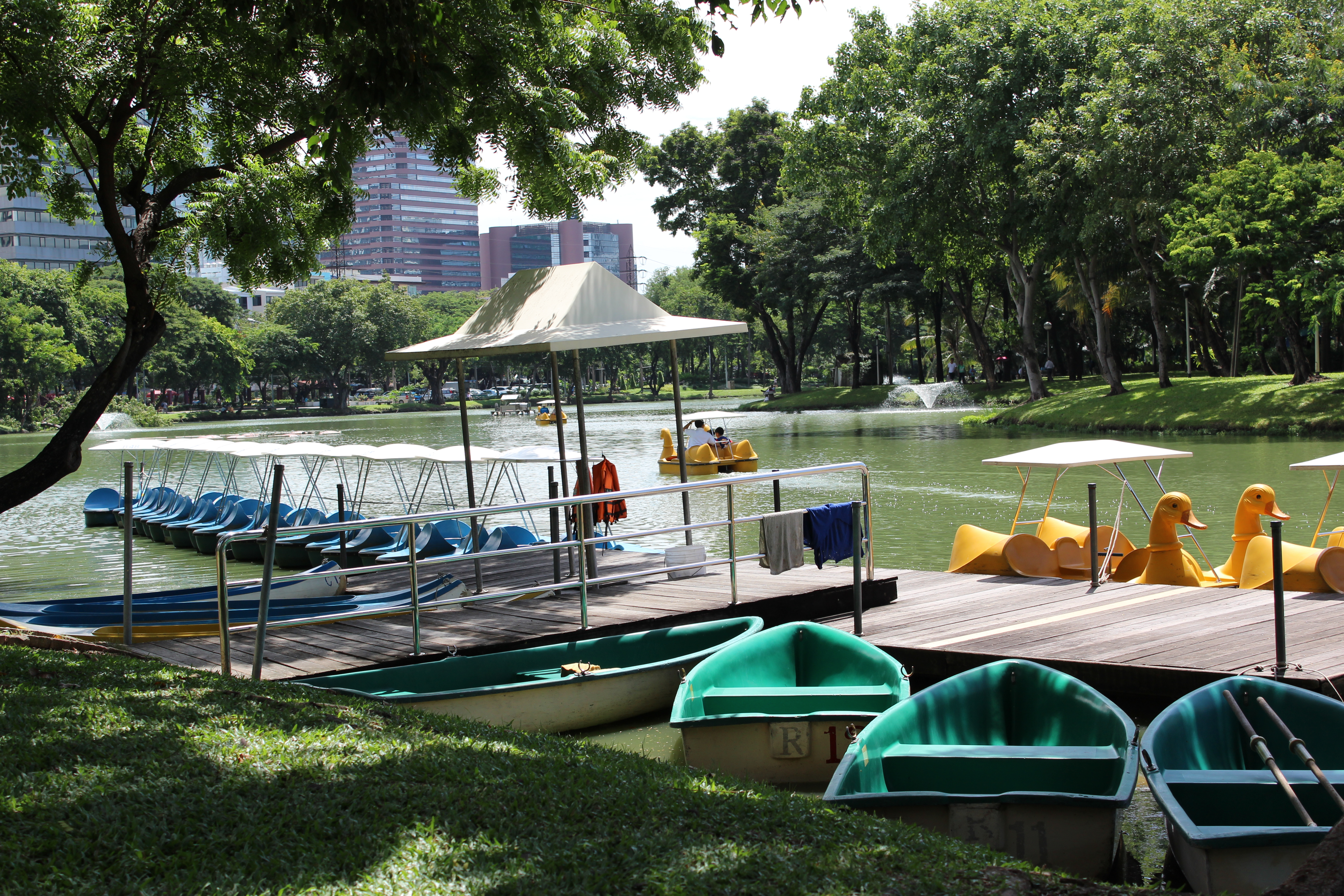
Lac, barques et pédalos-cygnes
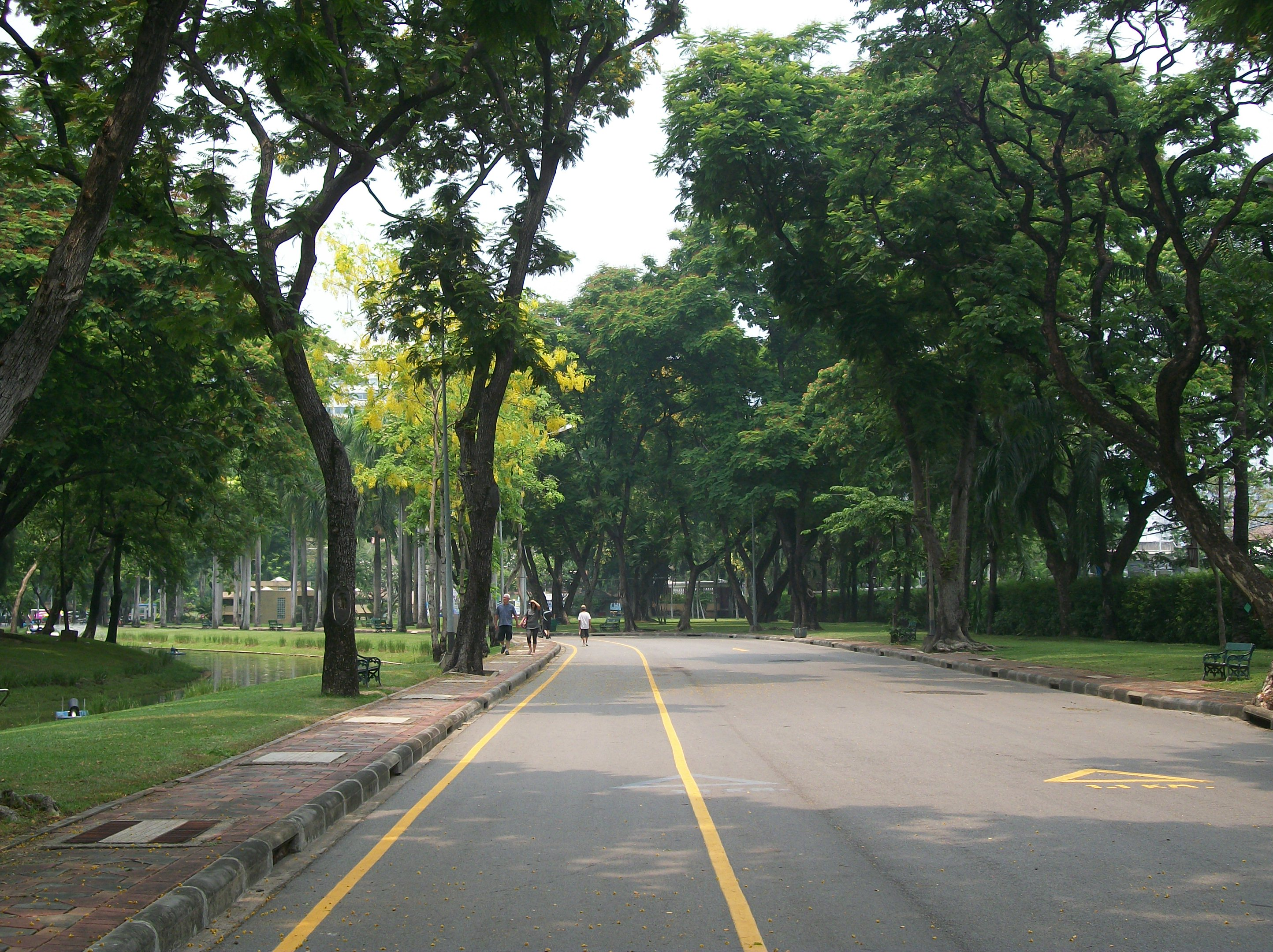
Piste cyclable
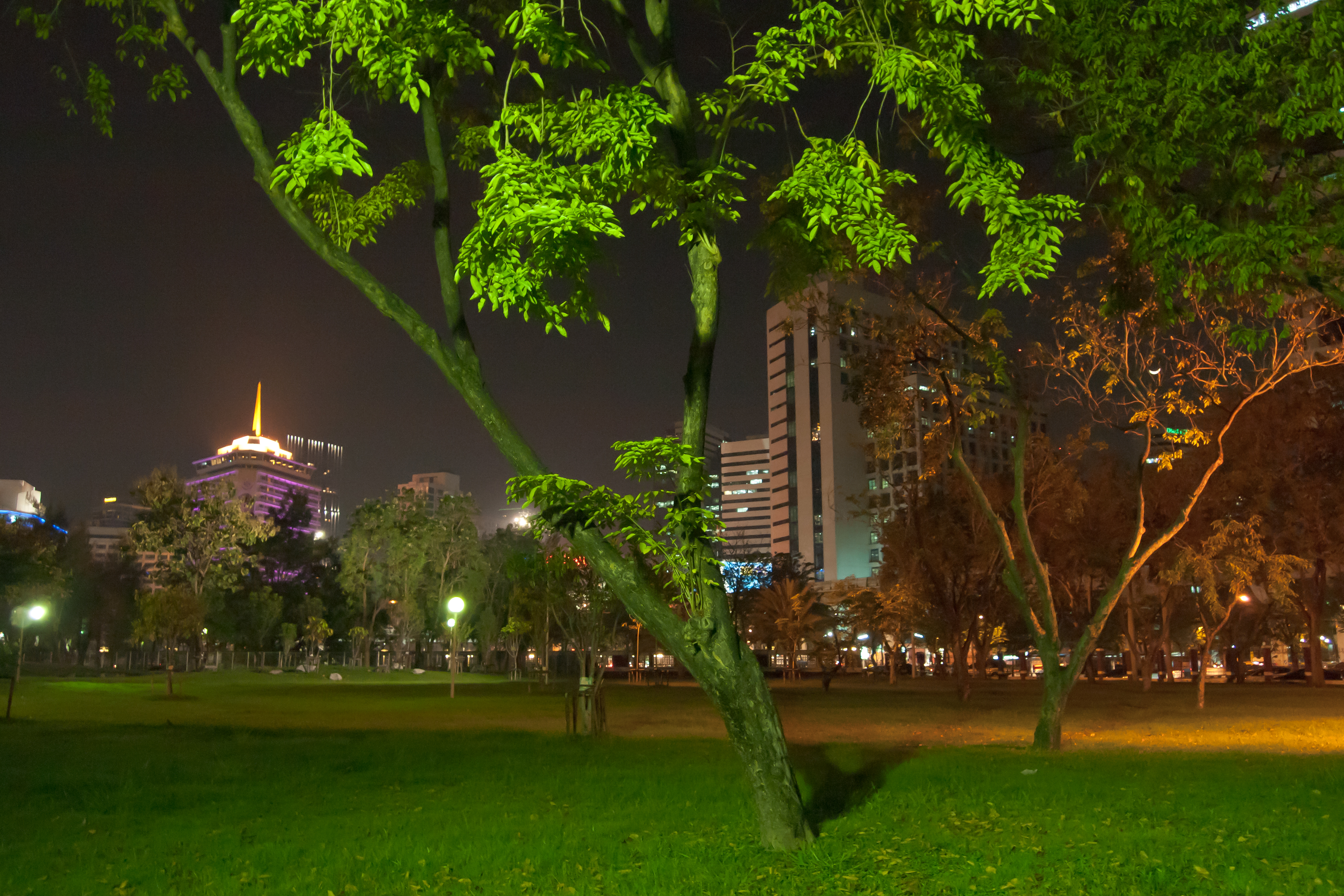
La nuit
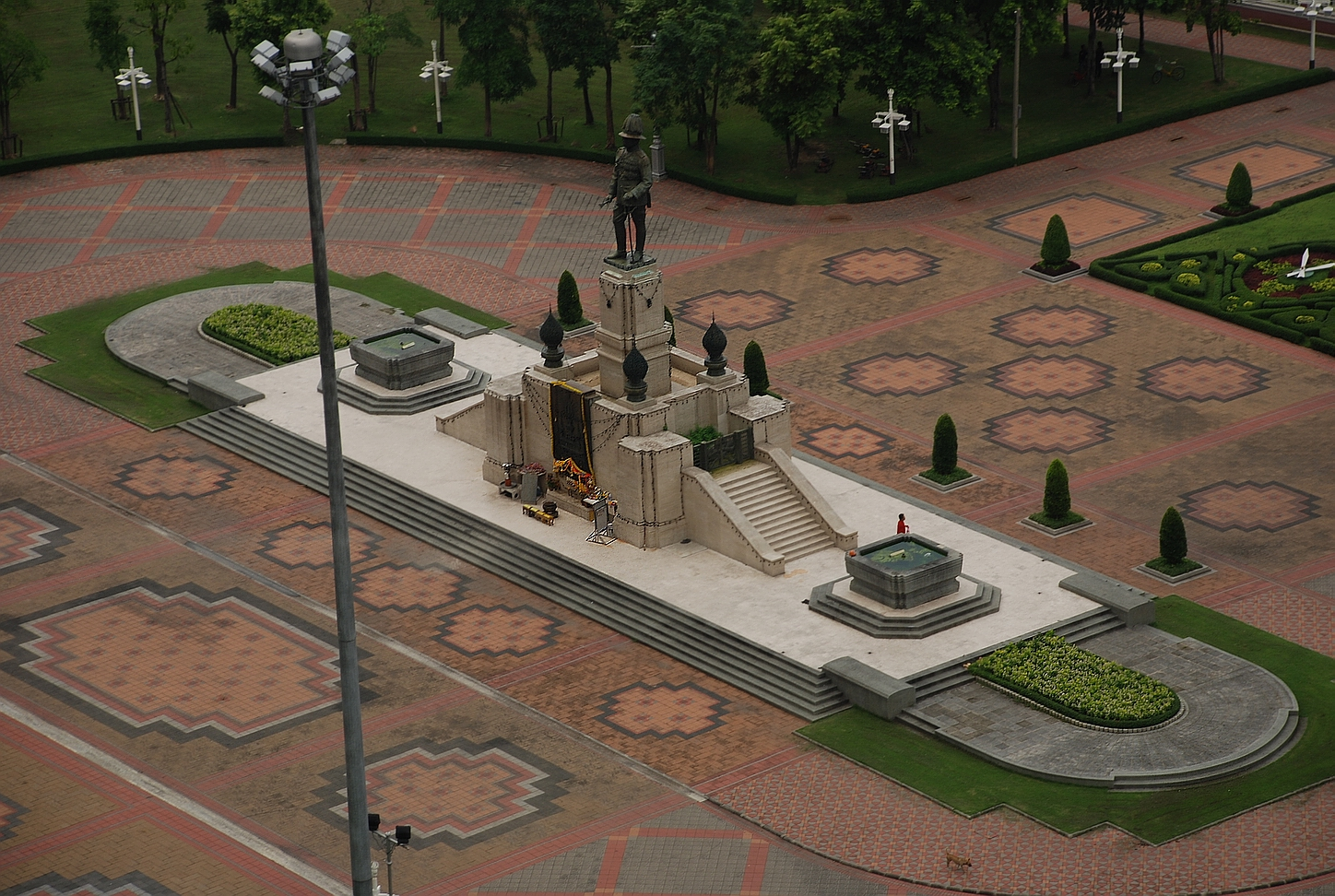
Statue du roi Rama VI
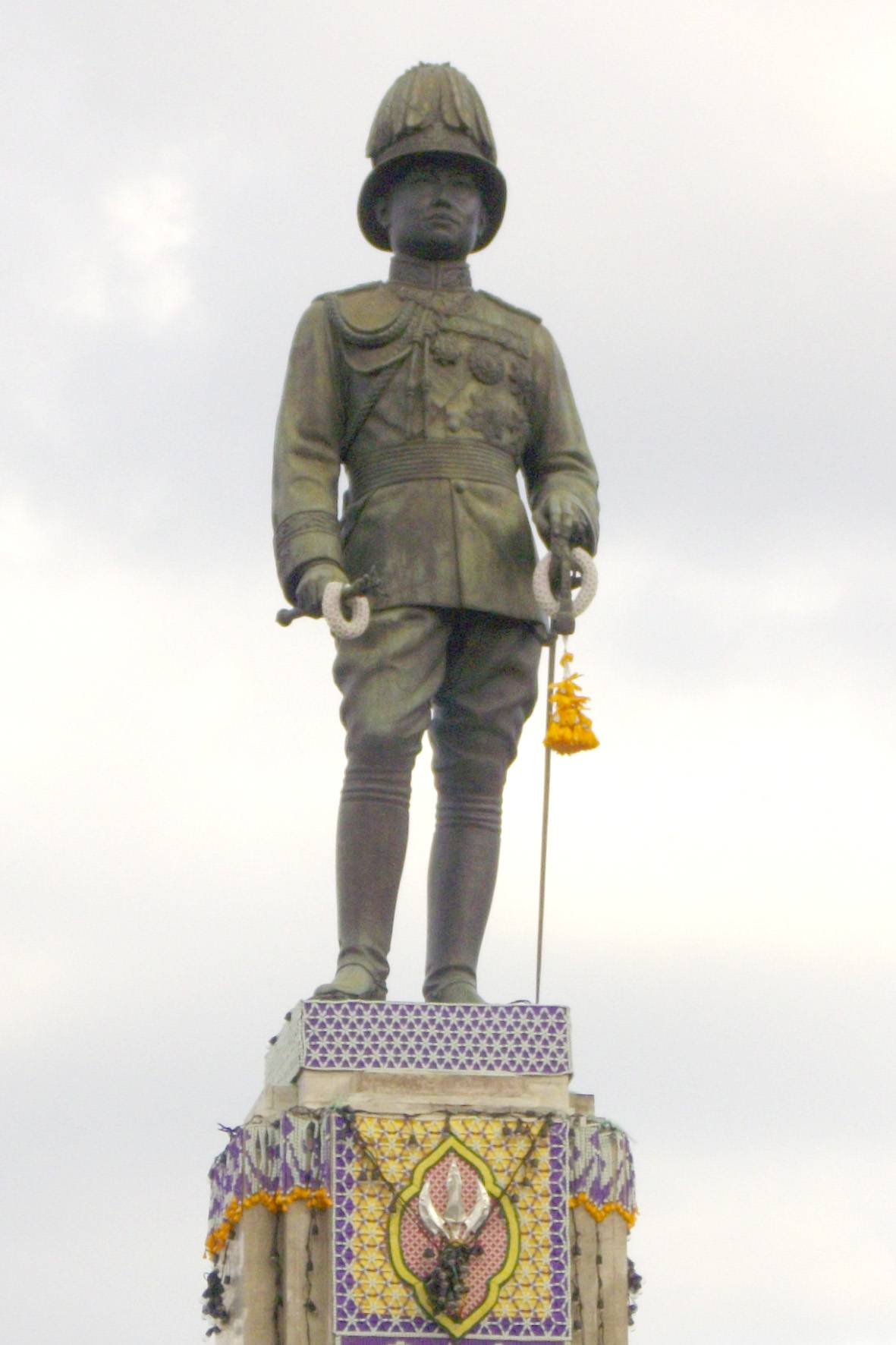
Statue du roi Rama VI
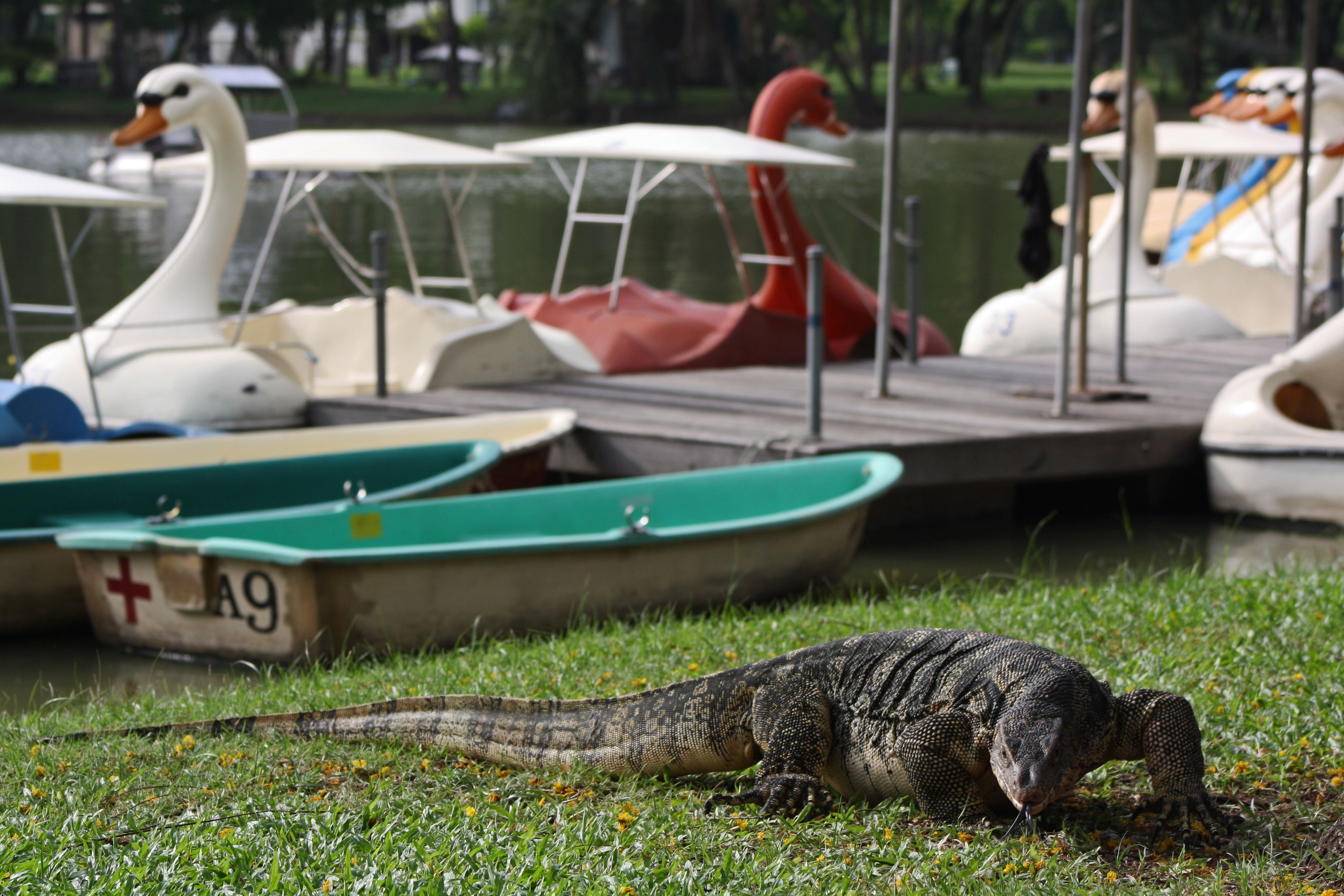
Varan et pédalos-cygnes
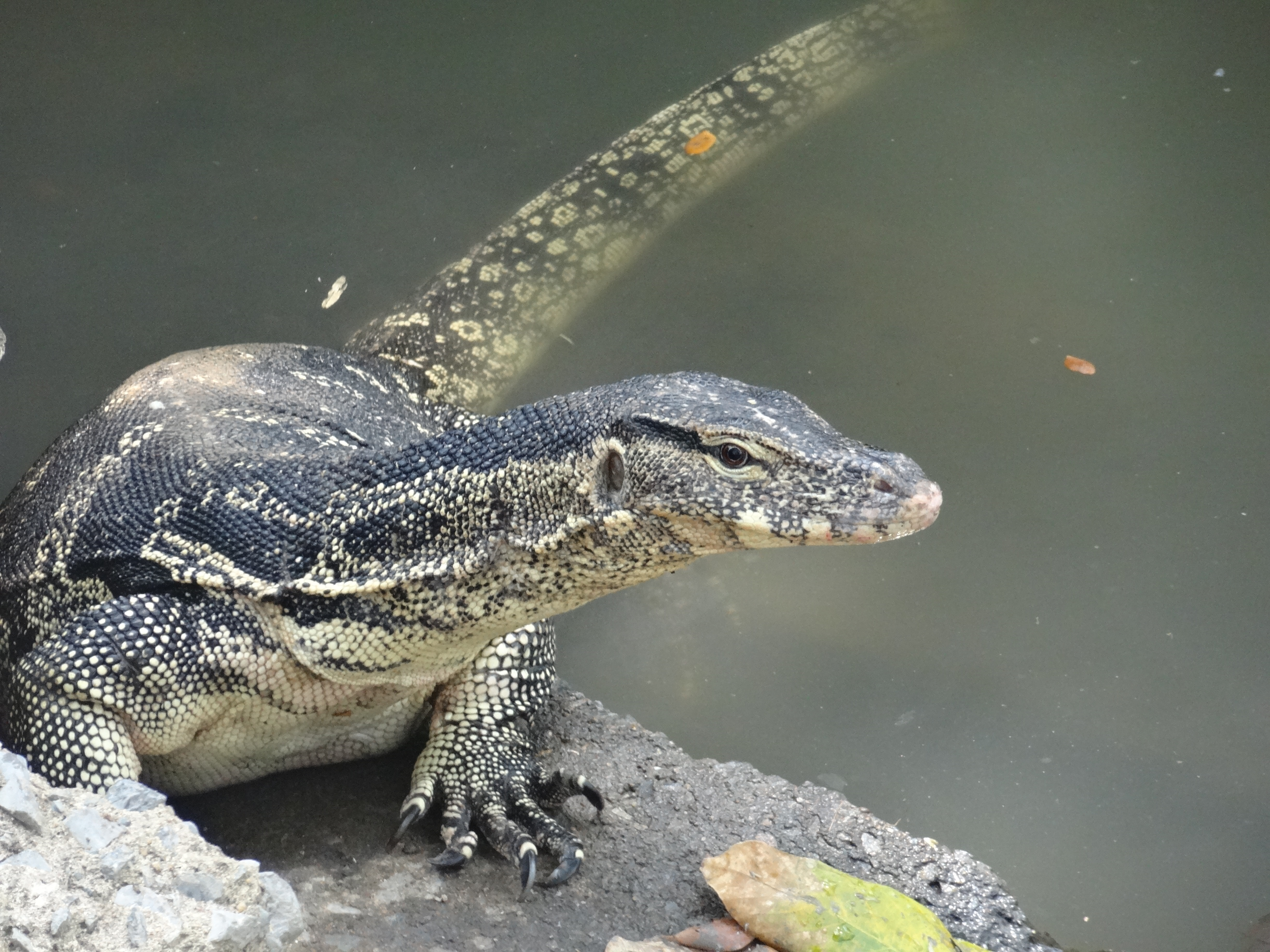
Varan
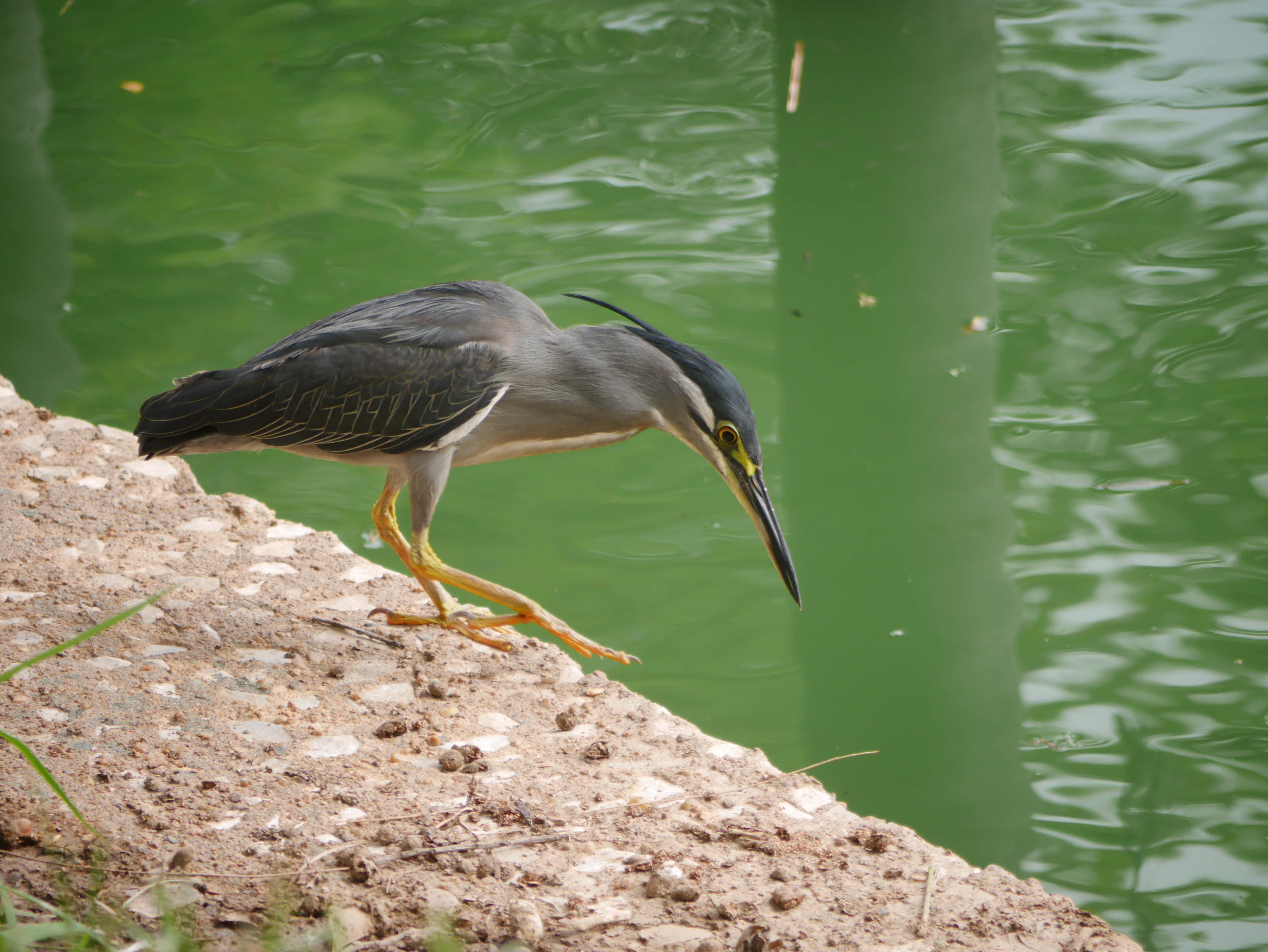
Héron strié
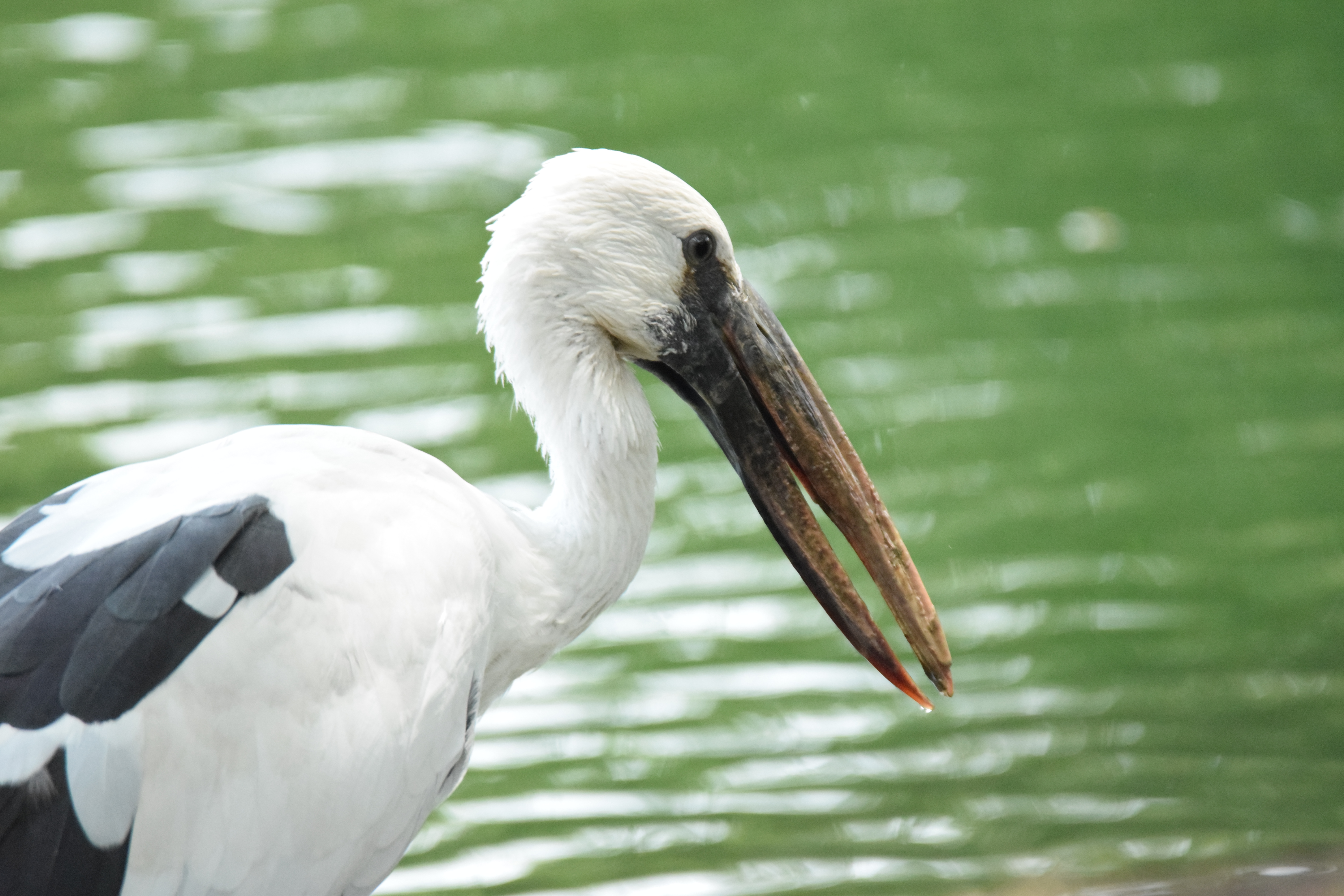
Bec-ouvert indien
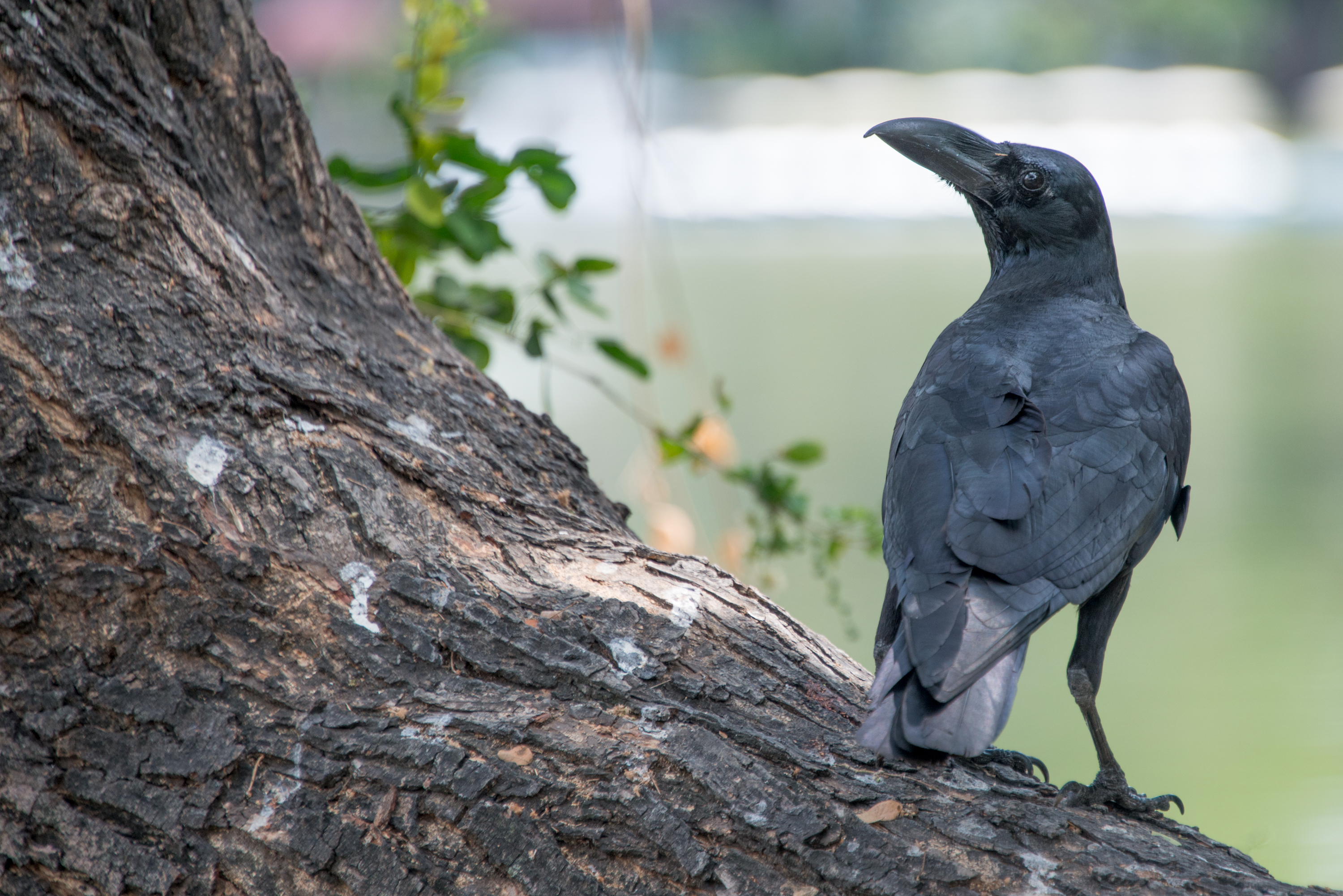
Corbeau à gros bec ou corbeau de jungle
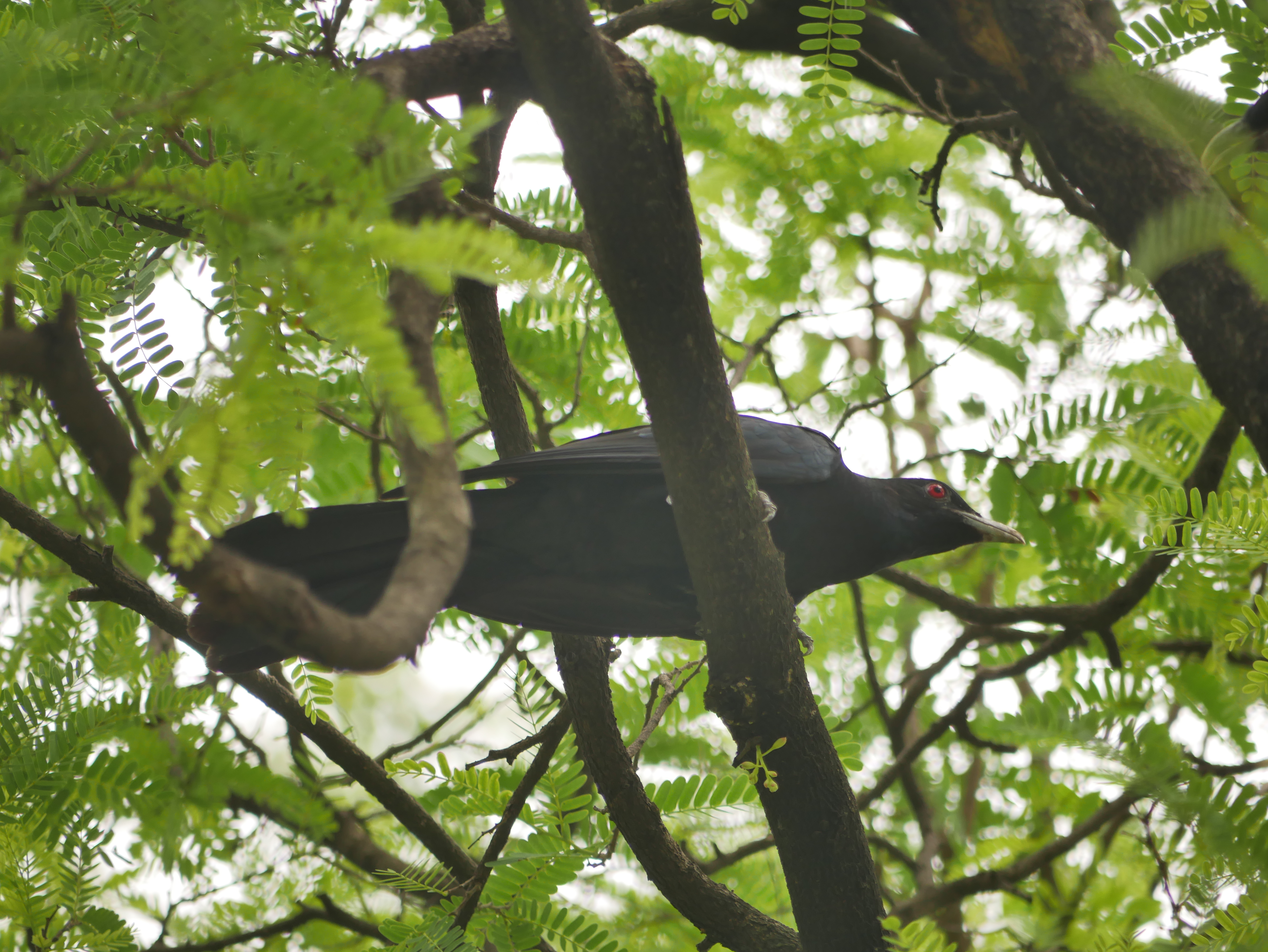
Coucou koel
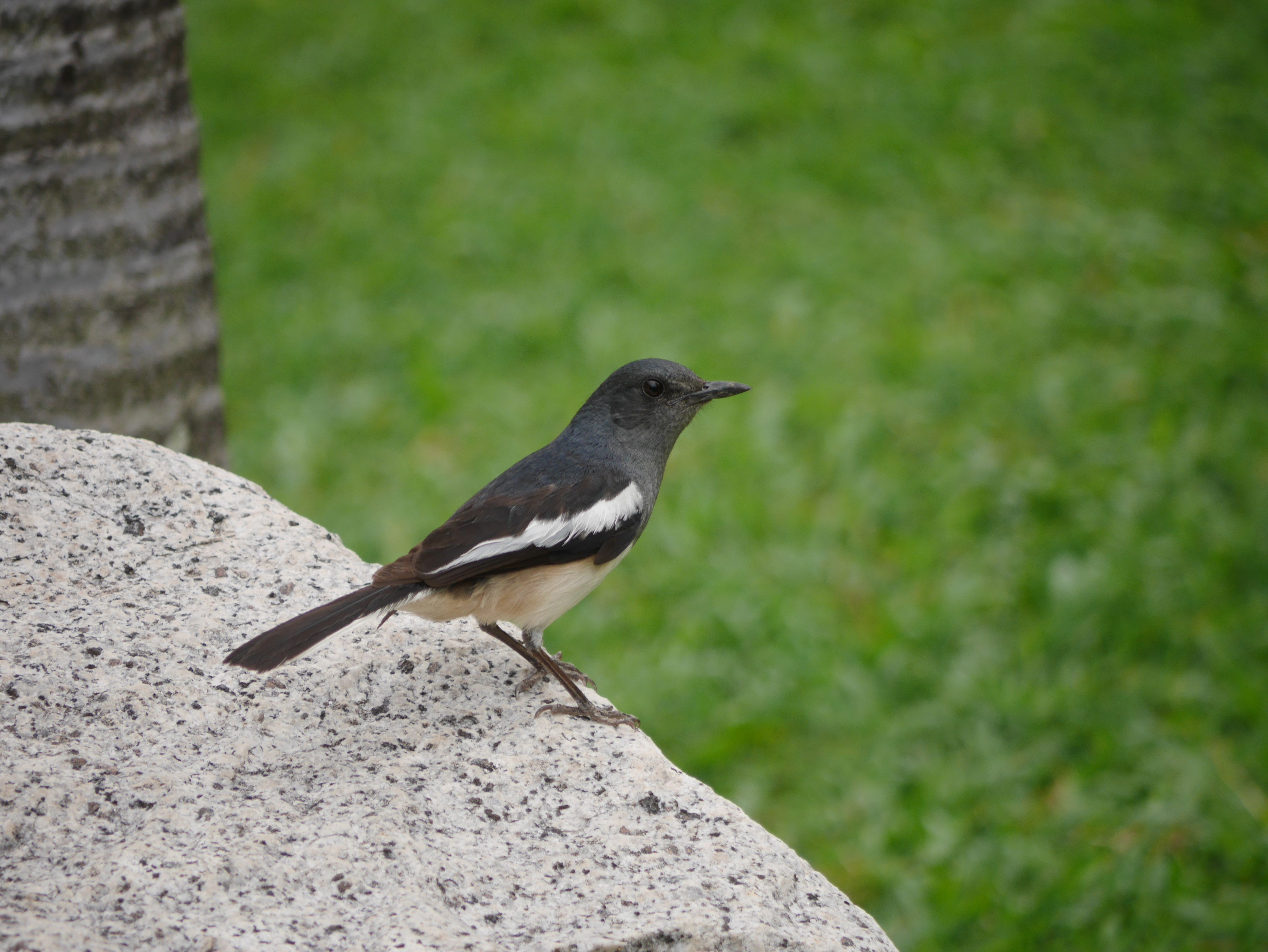
Shama dayal
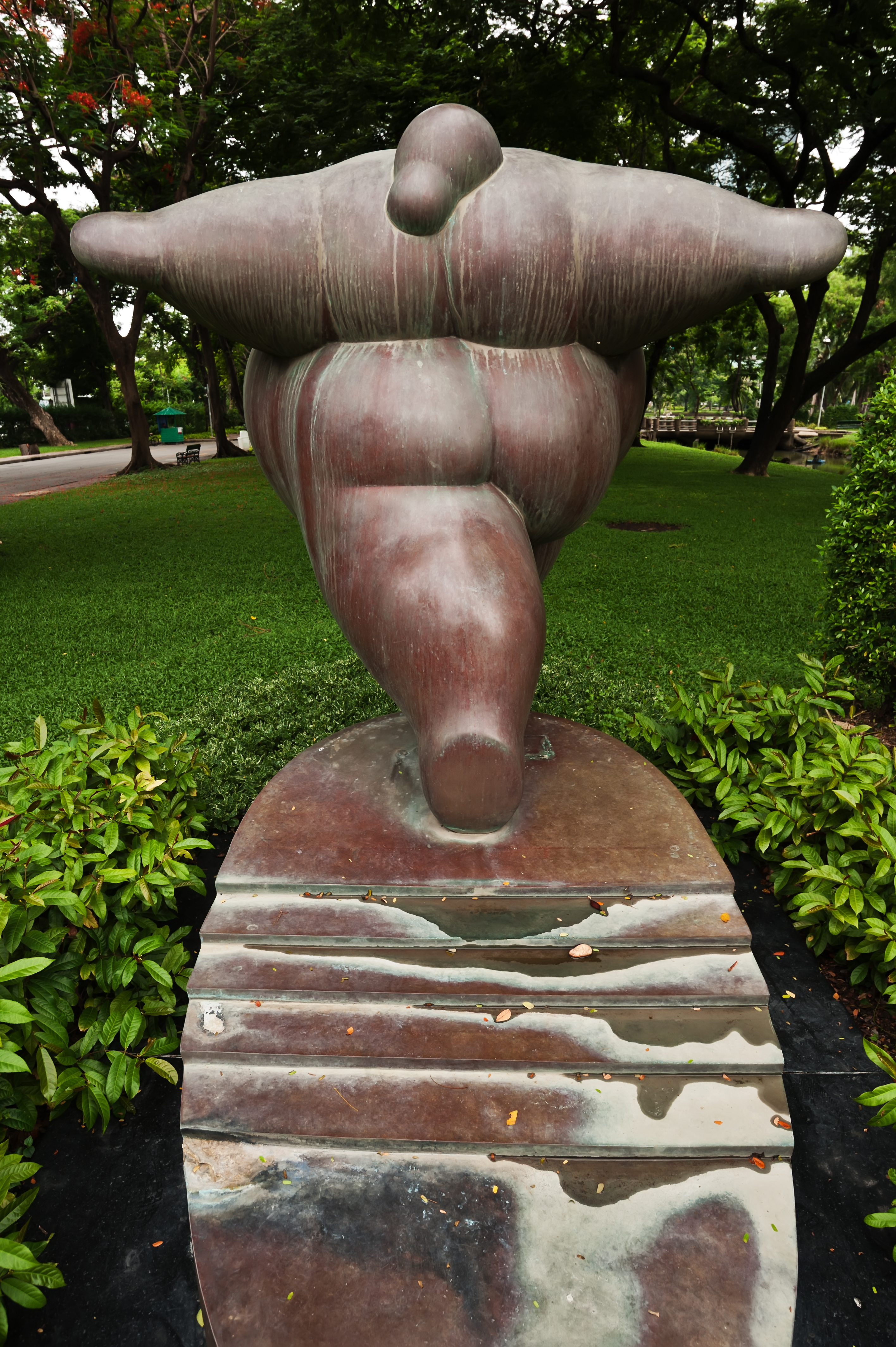
Statue de la "femme du futur"
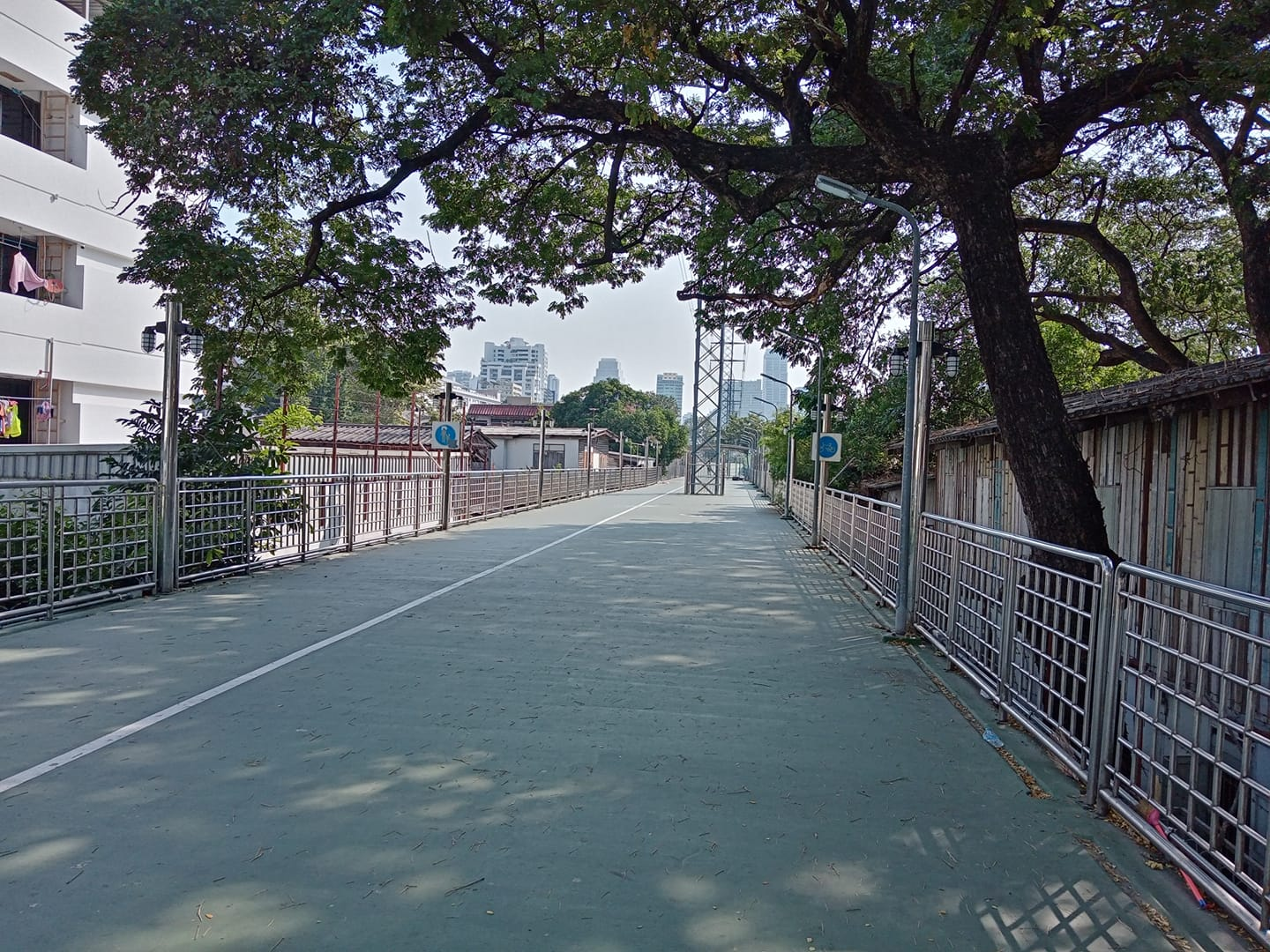
La passerelle Green Bridge reliant le parc Lumphini au parc Benjakitti

## Link externe
- Facelift plans for Lumpini Park. 2019-08-11. Bangkok Post

## Culture populaire
Le parc constitue une carte dans le jeu vidéo Battlefield 4 dans le DLC Dragon's Teeth.